# 萊
萊（らい、? - 紀元前567年）は、中国殷代の以前から春秋戦国時代まで存在した国。爵位は子爵。国君は子姓。現在の山東省に位置した。

## 「萊」を含む山・川・地名
- 萊山
- 萊河
- 萊州湾
- 萊州
- 蓬萊
- 萊陽
- 萊西
- 萊蕪

## 歴代君主
- 共公（浮柔）（？ - 紀元前567年）